# Luke Chambers
Luke Chambers (Kettering, 28 september 1985) is een Engels voetballer die bij voorkeur als centrale verdediger speelt. Hij tekende in 2012 bij Ipswich Town.

## Clubcarrière
Chambers is een jeugdproduct van Northampton Town. Hij maakte zijn profdebuut in 2003 tegen Mansfield Town. Hij werd er door de Schotse coach Colin Calderwood tot aanvoerder benoemd. Die coach haalde de centrumverdediger in 2007 naar Nottingham Forest. In vijf seizoenen maakte hij zeventien doelpunten in 205 competitiewedstrijden voor The Reds. In 2012 maakte Chambers transfervrij de overstap naar Ipswich Town, waar hij een driejarig contract ondertekende. Op 14 augustus 2012 maakte hij zijn opwachting voor zijn nieuwe club in de League Cup tegen Bristol Rovers. Vier dagen later vierde Chambers zijn competitiedebuut voor The Blues tegen Blackburn Rovers. Op 1 september 2012 maakte hij zijn eerste treffer voor Ipswich Town tegen Huddersfield Town. In 2014 werd hij tot aanvoerder benoemd.